# 24 uur van Le Mans 1932

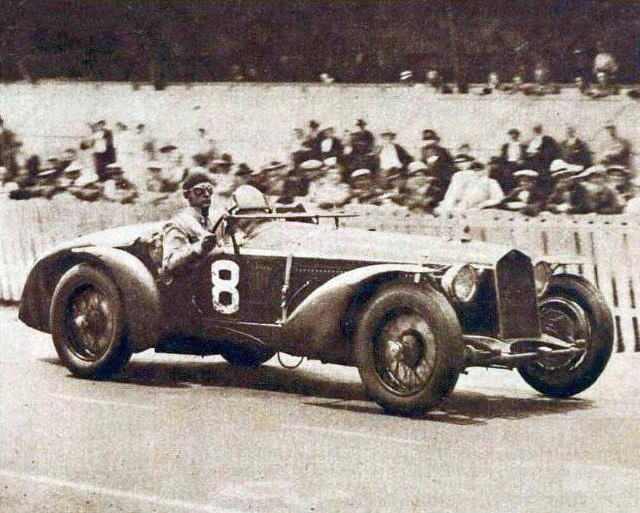
De winnende auto: de Alfa Romeo 8C-2300 MM #8.

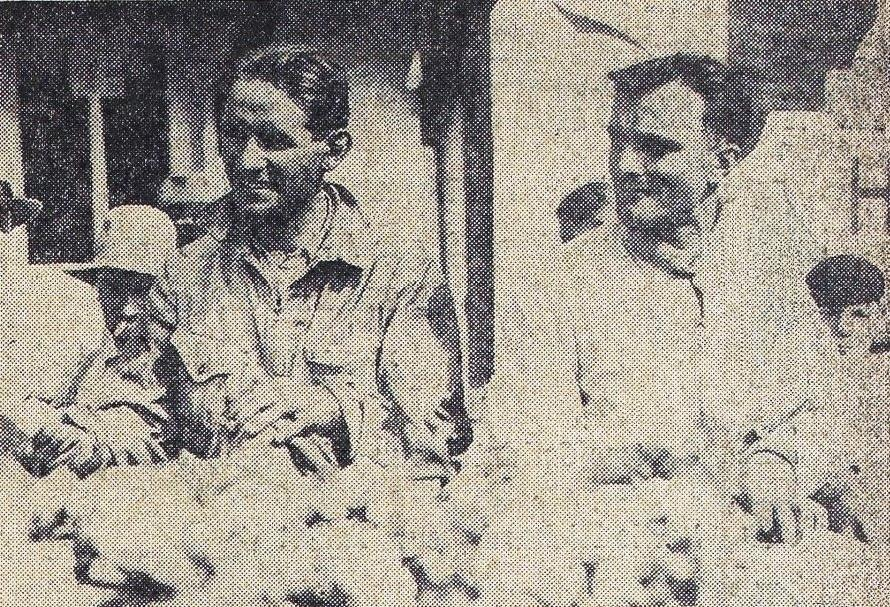
De winnende coureurs: Raymond Sommer (links) en Luigi Chinetti (rechts).

De 24 uur van Le Mans 1932 was de 10e editie van deze endurancerace. De race werd verreden op 18 en 19 juni 1932 op het Circuit de la Sarthe nabij Le Mans, Frankrijk.
De race werd gewonnen door de Raymond Sommer #8 van Raymond Sommer en Luigi Chinetti, die allebei hun eerste Le Mans-overwinning behaalden. De 3.0-klasse werd gewonnen door de Arthur W. Fox #6 van Brian Lewis en Tim Rose-Richards.De 2.0-klasse werd gewonnen door de Odette Siko #18 van Odette Siko en Louis Charavel. De 1.5-klasse werd gewonnen door de Aston Martin Ltd #20 van Sammy Newsome en Henken Widengren.

## Race
Winnaars in hun klasse zijn vetgedrukt.
| Pos. | Klasse | No. | Team                      | Coureurs                                  | Chassis                    | Motor                              | Banden | Ronden |
| ---- | ------ | --- | ------------------------- | ----------------------------------------- | -------------------------- | ---------------------------------- | ------ | ------ |
| 1    | 5.0    | 8   | Raymond Sommer            | Raymond Sommer Luigi Chinetti             | Alfa Romeo 8C-2300 MM      | Alfa Romeo 2.34L S8 supercharged   | E      | 218    |
| 2    | 5.0    | 11  | S.A. Alfa Romeo           | Franco Cortese Giovanni Battista Guidotti | Alfa Romeo 8C-2300 LM      | Alfa Romeo 2.34L S8 supercharged   | D      | 216    |
| 3    | 3.0    | 6   | Arthur W. Fox             | Brian Lewis Tim Rose-Richards             | Talbot AV105               | Talbot 3.0L S6                     | D      | 180    |
| 4    | 2.0    | 18  | Odette Siko               | Odette Siko Louis Charavel                | Alfa Romeo 6C-1750 SS      | Alfa Romeo 1746cc S8 supercharged  | D      | 179    |
| 5    | 1.5    | 20  | Aston Martin Ltd          | Sammy Newsome Henken Widengren            | Aston Martin 1½ Le Mans    | Aston Martin 1495cc S4             | D      | 174    |
| 6    | 1.5    | 23  | Jean Sébilleau            | Jean Sébilleau Georges Delaroche          | Bugatti Type 37            | Bugatti 1496cc S4                  | M      | 172    |
| 7    | 1.5    | 21  | Aston Martin Ltd          | Augustus Bertelli Pat Driscoll            | Aston Martin 1½ Le Mans    | Aston Martin 1495cc S4             | D      | 168    |
| 8    | 1.5    | 29  | Équipe de l'Ours          | Clément-Auguste Martin Auguste Bodoignet  | Amilcar CO Spéciale Martin | Amilcar 1092cc S6                  | E      | 151    |
| 9    | 1.5    | 26  | Roger Labric              | Roger Labric Yves Giraud-Cabantous        | Caban Spéciale             | Ruby 1098cc S4                     | D      | 146    |
| DNF  | 3.0    | 16  | Stanisław Czaykowski      | Stanisław Czaykowski Ernest Friderich     | Bugatti Type 40/55         | Bugatti 2.26L S8 supercharged      | D      | 180    |
| DNF  | 1.5    | 28  | Just-Émile Vernet         | Just-Émile Vernet Fernand Vallon          | Salmson GS Spéciale        | Salmson 1092cc S4                  | D      | 111    |
| DNF  | 5.0    | 9   | Earl Howe                 | Earl Howe Tim Birkin                      | Alfa Romeo 8C-2300 LM      | Alfa Romeo 2.34L S8 supercharged   | D      | 110    |
| DNF  | 2.0    | 24  | Charles Druck             | Charles Druck Lucien Virlouvet            | Bugatti Type 40            | Bugatti 1496cc S4 supercharged     | D      | 98     |
| DNF  | 1.0    | 32  | Francis Samuelson         | Francis Samuelson Norman Black            | MG C-type Midget           | MG 746cc S4                        | D      | 57     |
| DNF  | 1.5    | 22  | Aston Martin Ltd          | Kenneth Peacock Jack Bezzant              | Aston Martin 1½ Le Mans    | Aston Martin 1495cc S4             | D      | 53     |
| DNF  | 5.0    | 12  | Pierre-Louis Dreyfus      | Pierre-Louis Dreyfus Antoine Schumann     | Alfa Romeo 8C-2300 LM      | Alfa Romeo 2.34L S8 supercharged   | D      | 25     |
| DNF  | 3.0    | 15  | Guy Bouriat               | Guy Bouriat Louis Chiron                  | Bugatti Type 40/55         | Bugatti 2.26L S8 supercharged      | D      | 23     |
| DNF  | 5.0    | 10  | S.A. Alfa Romeo           | Ferdinando Minoia Carlo Canavesi          | Alfa Romeo 8C-2300 LM      | Alfa Romeo 2.34L S8 supercharged   | D      | 22     |
| DNF  | 8.0    | 1   | H. Stoffel                | Marcel Foucret Paul Foucret               | Mercedes-Benz SSK          | Mercedes-Benz 7.1L S6 supercharged | D      | 22     |
| DNF  | 8.0    | 3   | Édouard Brisson           | Édouard Brisson Joseph Cattaneo           | Stutz Model M Blackhawk    | Stutz 5.3L S8                      | D      | 19     |
| DNF  | 5.0    | 14  | Prince Dimitri Djordjadze | Attilio Marinoni Angelo Guatta            | Alfa Romeo 8C-2300 MM      | Alfa Romeo 2.34L S8 supercharged   | D      | 14     |
| DNF  | 1.5    | 27  | Roger Labric              | Gustave Duverne Georges Boréal            | BNC Type 527 Sport         | Ruby 1093cc S4                     | D      | 9      |
| DNF  | 1.5    | 30  | John Ludovic Ford         | John Ludovic Ford Maurice Baumer          | Alta Sports                | Alta 1074cc S4                     | D      | 6      |
| DNF  | 1.5    | 25  | Jean Danne                | Jean Danne Jacques Gergaud                | Rally NCP                  | Salmson 1362cc S4                  | E      | 6      |
| DNF  | 2.0    | 19  | Henri de la Sayette       | Henri de la Sayette Charles Wolf          | Citroën Type C4 Spéciale   | Citroën 1539cc S4                  | D      | 3      |
| DNF  | 8.0    | 5   | Jean Trévoux              | Jean Trévoux Jean Brousselet              | Bentley 4½ "Blower"        | Bentley 4.4L S6 supercharged       | D      | 1      |
| DNA  | 8.0    | 2   | V. Tatarinoff             |                                           | Mercedes-Benz SSK          | Mercedes-Benz 7.1L S6 supercharged | ?      | 0      |
| DNA  | 8.0    |     | Prince Dimitri Djordjadze |                                           | Mercedes-Benz SSK          | Mercedes-Benz 7.1L S6 supercharged | ?      | 0      |
| DNA  | 5.0    | 4   | Raymond Sommer            |                                           | Chrysler CD Eight          | Chrysler 4.9L S8                   | ?      | 0      |
| DNA  | 5.0    |     | Lebas                     |                                           | Ford Model B               | Ford 3.3L S4                       | ?      | 0      |
| DNA  | 3.0    | 7   | Robert I. Nicholl         |                                           | Talbot AV105               | Talbot 3.0L S6                     | ?      | 0      |
| DNA  | 750    | 31  | Hon. Mrs J. Chetwynd      | Joan Chetwynd                             | MG Midget C-type           | MG 746cc S4                        | ?      | 0      |
| DNA  | 1.0    | 33  | A. de Choquese            |                                           | GAR 750                    | GAR 745cc S4 supercharged          | ?      | 0      |

1923 · 1924 · 1925 · 1926 · 1927 · 1928 · 1929 · 1930 · 1931 · 1932 · 1933 · 1934 · 1935 · 1936 · 1937 · 1938 · 1939 · 1940 - 1948 · 1949 · 1950 · 1951 · 1952 · 1953 · 1954 · 1955 (Ramp) · 1956 · 1957 · 1958 · 1959 · 1960 · 1961 · 1962 · 1963 · 1964 · 1965 · 1966 · 1967 · 1968 · 1969 · 1970 · 1971 · 1972 · 1973 · 1974 · 1975 · 1976 · 1977 · 1978 · 1979 · 1980 · 1981 · 1982 · 1983 · 1984 · 1985 · 1986 · 1987 · 1988 · 1989 · 1990 · 1991 · 1992 · 1993 · 1994 · 1995 · 1996 · 1997 · 1998 · 1999 · 2000 · 2001 · 2002 · 2003 · 2004 · 2005 · 2006 · 2007 · 2008 · 2009 · 2010 · 2011 · 2012 · 2013 · 2014 · 2015 · 2016 · 2017 · 2018 · 2019 · 2020 · 2021 · 2022 · 2023 · 2024